# Sphinctomyrmex sphinctomyrmex
Sphinctomyrmex sphinctomyrmex é uma espécie de formiga do gênero Sphinctomyrmex.